# Gert Embrechts
Gert Embrechts (Antwerpen, 13 oktober 1962) is een Vlaams scenarioschrijver en regisseur.

## Levensloop
Embrechts rondde in 1993 zijn filmopleiding af aan de Sint-Lukas Hogeschool Brussel. Zijn kortfilms 13 (1999) en Vincent (2001) ontvingen verschillende internationale prijzen in Europa en de Verenigde Staten. Vanaf 2005 combineerde hij zijn filmwerk met televisiedrama waaronder enkele afleveringen van de VRT-reeks Kinderen van Dewindt (2006) en hij regisseerde de serie Trollie (2015, KRO-NCRV/Ketnet). Deze laatste serie kreeg in 2016 een vervolg in de vorm van twee speelfilms.
Embrechts schreef het scenario voor de Nederlandse film Komt een vrouw bij de dokter (2009), naar de roman van Kluun.
In 2012 bracht Embrechts zijn eerste eigen speelfilm Allez, Eddy! uit in België. De film won diverse prijzen, waaronder in 2013 de publieksprijs op het 18e Stony Brook Film Festival in New York.
Embrechts werkt daarnaast voor producent Ciné Cri de Coeur en is regelmatig gastdocent aan de Erasmushogeschool Brussel.

## Filmografie

### Als regisseur
- 1992: Papa Fred
- 1999: 13
- 2000: Bagage: A Spiritual Travel
- 2001: Vincent
- 2007-2008: Allez, Eddy!
- 2015: Trollie
- 2016: Trollie: Home Sweet Home
- 2016: Trollie: The Great Rescue

### Als scenarioschrijver
- 1992: Papa Fred
- 1999: 13
- 2001: Vincent
- 2009: Komt een vrouw bij de dokter
- 2012: Allez, Eddy!